# Анна Марія Східно-Фрисландська
Анна Марія Східно-Фрисландська (фриз. Anna Maria fan East-Fryslân, нім. Anna Maria von Ostfriesland; 23 червня 1601 — 15 лютого 1634) — шляхтянка з роду Кірксена, донька графа Східної Фризії Енно III та принцеси Анни Гольштейн-Готторпської, дружина герцога Мекленбург-Шверінського Адольфа Фрідріха I.

## Життєпис
Анна Марія народилась 23 червня 1601 року в Ауріху. Вона була другою дитиною дитиною та старшою донькою в родині графа Східної Фризії Енно III та його другої дружини Анни Гольштейн-Готторпської. Дівчинка мала брата Едцарда Густава. Згодом у неї з'явилися два молодші брати та сестра Крістіна Софія.
Від 1611 року суверенитет Східної Фризії було обмежено Нідерландами.

У 21-річном віці Анна Марія одружилася із 33-річним герцогом Мекленбург-Шверінським Адольфом Фрідріхом I. Весілля відбулося 4 вересня 1622 року. А вже в листопаді Східну Фризію, в ході Тридцятилітньої війни, зайняли війська Ернста Мансфельда Військовик, намагаючись зайняти місце серед тамтешньої знаті, просив руку Крістіни Софії, однак йому було відмовлено.

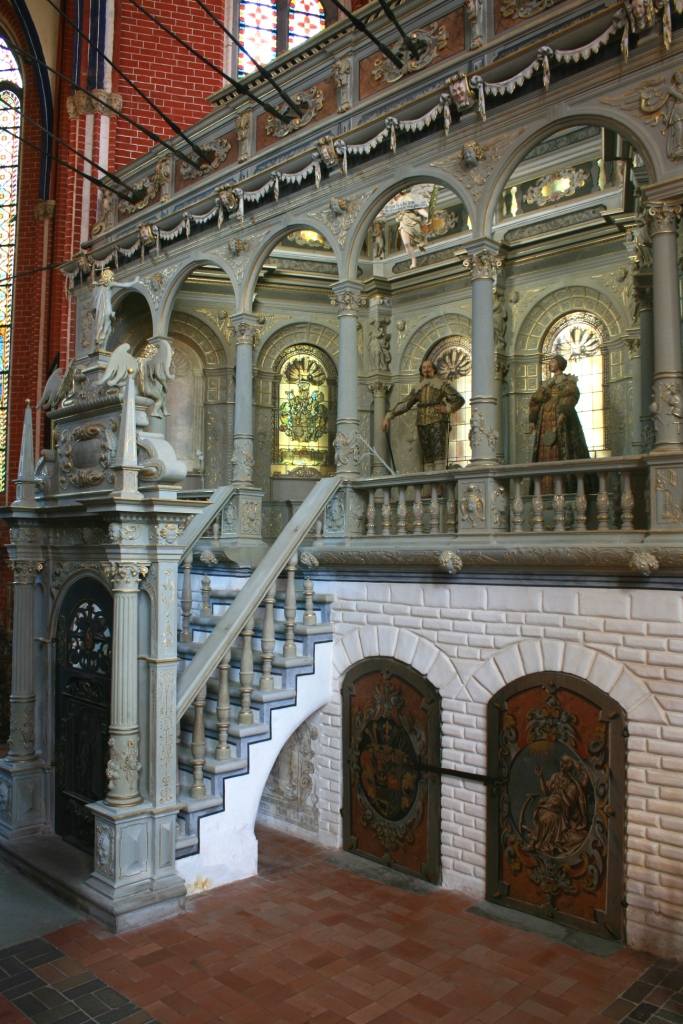
Гробниці Адольфа Фрідріха та Анни Марії у Доберанському монастирі

У Анни Марії та Адольфа Фрідріха народилося восьмеро дітей. За рік до весілля відбувся другий поділ Мекленбурзьких територій, за яким Адольф Фрідріх отримав Шверін, а Йоганн Альбрехт — Гюстров. Від 1623 року, під час Тридцятилітньої війни, мекленбурзькі герцогства надавали таємну допомогу данському королю Кристіанові IV, через що почали вважатись ворогами Священної Римської імперії та були захоплені військами Альбрехта Валленштейна. 19 січня 1628 року імператор Фердинанд II Габсбург офіційно передав мекленбурзькі землі Валленштейну. У травні правлячі родини залишили територію герцогств. Однак, за три роки, їм вдалося повернутися за допомогою шведських військ.
Старші діти Анни Марії продовжували виховуватись при дворі вдовіючої курфюрстіни Саксонії Ядвіґи Данської, у замку Ліхтенбург в Преттіні.
Сама вона пішла з життя 15 лютого 1634 року у Шверіні, за два тижні після смерті наймолодшої доньки. Поховали її у Доберанському монастирі у Бад-Доберані. За рік Адольф Фрідріх I узяв другий шлюб із Марією Катериною Брауншвейг-Данненберзькою. Першу дружину він пережив майже на чверть століття. Був похований поруч із нею у склепінні Доберанського монастиря.

## Родина
Чоловік — Адольф Фрідріх I, герцог Мекленбург-Шверінський
Діти:
- Крістіан Людвіг (1623—1692) — наступний герцог Мекленбург-Шверіна у 1658—1692, був двічі одруженим, дітей не мав;
- Софія (1625—1670) — абатиса монастиря Рюн;
- Карл (1626—1670) — помер бездітним та неодруженим;
- Анна Марія (1627—1669) — дружина герцога Саксен-Вайссенфельсу Августа, мала дванадцятеро дітей;
- Йоганн Георг (1629—1675) — був одружений з Єлизаветою Елеонорою Брауншвейг-Вольфенбюттельською, дітей не мав;
- Ядвіґа (1630—1631) — померла немовлям;
- Густав Рудольф (1632—1670) — був одружений з Ердмутою Софією Саксен-Лауенбург-Ратцебурзькою, дітей не мав;
- Юліана (1633—1634) — померла немовлям.